# Karan Rastogi
Karan Rastogi (* 8. Oktober 1986 in Mumbai) ist ein indischer Tennisspieler, der seit 2016 für Hongkong spielt.

## Karriere
Rastogi begann im Alter von drei Jahren mit dem Tennissport. Als Junior erreichte er unter anderem das Halbfinale der Australian Open 2004, wodurch er in der Junioren-Weltrangliste bis auf Platz 4 stieg. Er galt daher als großes Talent, konnte die in ihn gesteckten Erwartungen jedoch nicht erfüllen: Seine beste Platzierung in der Weltrangliste erreichte er im Februar 2011 mit Rang 284.
Karan Rastogi nahm bislang an vier ATP-Turnieren teil, jeweils mit Hilfe einer Wildcard. Dabei konnte er im Januar 2007 in Chennai gegen Thiago Alves seinen bisher einzigen Sieg erringen. Drei Mal trat er für Indien im Davis Cup an, verlor jedoch alle Partien. Bei den Asienspielen 2010 gewann er zusammen mit Somdev Devvarman, Sanam Singh und Vishnu Vardhan die Bronzemedaille im Teamwettbewerb.
Rastogis bestes Einzelergebnis auf der ATP Challenger Tour war das Erreichen eines Viertelfinals im April 2006. Auf Future-Ebene stand er im Laufe seiner Karriere in 13 Finals, von denen er sieben gewinnen konnte. Im Doppel konnte er mit verschiedenen Partnern bislang zwei Challenger-Titel sowie vier Future-Titel gewinnen.

## Erfolge
| Legende (Anzahl der Siege)  |
| Grand Slam                  |
| ATP World Tour Finals       |
| ATP World Tour Masters 1000 |
| ATP World Tour 500          |
| ATP World Tour 250          |
| ATP Challenger Tour (2)     |

### Doppel

#### Turniersiege
| Nr. | Datum              | Turnier | Belag     | Partner        | Finalgegner                        | Ergebnis           |
| --- | ------------------ | ------- | --------- | -------------- | ---------------------------------- | ------------------ |
| 1.  | 28. August 2011    | Astana  | Hartplatz | Vishnu Vardhan | Harri Heliövaara Denys Moltschanow | 7:63, 2:6, [10:8]  |
| 2.  | 18. September 2011 | Ningbo  | Hartplatz | Divij Sharan   | Jan Hernych Jürgen Zopp            | 3:6, 7:63, [13:11] |